# Улица Асланбека Хадарцева
Улица Асланбека Хадарцева — улица во Владикавказе, Северная Осетия, Россия. Располагается в Северо-Западном муниципальном округе. Начинается от улицы Генерала Дзусова и заканчивается на Гизельском шоссе.
На улице Асланбека Хадарцева заканчиваются улицы Астана Кесаева, Цоколаева, Морских Пехотинцев и Калинина.
Улица названии именем трёхкратного чемпиона мира по вольной борьбе Аслана Хазбиевича Хадарцева, погибшего в мае 1990 года.
Улица образовалась в 1990-е годы в результате строительства жилого района на окраине Северо-Западного муниципального округа. 25 марта 1993 года этой улице было присвоено наименование Улица Асланбека Хадарцева.